# Uredo oleariae
Uredo oleariae är en svampart som beskrevs av Cooke 1890. Uredo oleariae ingår i släktet Uredo, ordningen Pucciniales, klassen Pucciniomycetes, divisionen basidiesvampar och riket svampar. Inga underarter finns listade i Catalogue of Life.